# Lauren Taylor
Lauren Alexandra Taylor (Littleton, Colorado; 16 de junio de 1999) es una actriz estadounidense. Es conocida por interpretar a Shelby Marcus en la serie de Disney Channel Best Friends Whenever y por interpretar a Harper Rich en la serie de Netflix Richie Rich.

## Filmografía
| Año         | Título                 | Función       | Notas                  |
| ----------- | ---------------------- | ------------- | ---------------------- |
| 2014        | Slit Mouth Woman in LA | Claire        | Papel secundario       |
| 2014        | Fairest of the Mall    | Holly         | Película de televisión |
| 2015        | Richie Rich            | Harper Rich   | 19 episodios           |
| 2015 – 2017 | Best Friends Whenever  | Shelby Marcus | Papel protagónico      |
| 2015        | Liv y Maddie           | Shelby Marcus | 1 episodio             |